# Oleg Mihajlovics Kulesov
Oleg Mihajlovics Kulesov (oroszul: Олег Михайлович Кулешов; Omszk, 1974. április 15. –) világ- és Európa-bajnok, olimpiai bronzérmes orosz válogatott kézilabdázó, edző.

## Pályafutása

### Klubcsapatokban
Pályafutását hazájában kezdte az Omszk és a Kausztyik Volgográd csapataiban. Utóbbi együttessel orosz bajnoki címet nyert 1996-ban, 1997-ben és 1998-ban. 1999 nyarán igazolt a német Bundesligában szereplő Magdeburghoz, ahol 2007 nyaráig kézilabdázott. 
A 2000–2001-es szezonban bajnoki címet nyert a csapattal, egy idénnyel később pedig Bajnokok Ligáját, a döntő párharcban a Fotex Veszprémet felülmúlva. Utolsó Magdeburgban töltött szezonjában EHF-kupa-győztes lett. 2007 nyarán a VfL Gummersbach játékosa lett, azonban egy súlyos sérülés és többszöri műtétei miatt egy évvel később befejezte pályafutását.

### A válogatottban
Az orosz válogatottban 1996 és 2007 között 123 alkalommal lépett pályára és 390 gólt szerzett. 1996-ban Európa-bajnoki címet szerzett a spanyolországi kontinenstornán, egy évvel később pedig Japánban világbajnok lett a csapattal. Tagja volt a 2004-es athéni olimpián bronzérmes válogatottnak, a 3. helyről döntő mérkőzésen Magyarországot győzték le 28–26-ra.	 

### Edzőként
2010 februárjától rövid ideig a Magdeburg másodedzője volt, majd 2011 júliusától a HF Springe vezetőedzője lett. 2012 novemberében szerződését saját kérésére felbontották, ezt követően az orosz válogatott szövetségi kapitányának nevezték ki. Három éven át irányította a nemzeti csapatot, 2015 februárjában mondott le posztjáról. A 2016–2017-es szezonban ismét a Springe csapatát irányította, majd visszatért hazájába és a SZKIF Krasznodar vezetőedzője lett.

## Sikerei, díjai
Kausztyik Volgográd
- Orosz bajnok: 1996, 1997, 1998

Magdeburg
- Német bajnok: 2001
- Bajnokok Ligája-győztes: 2002
- EHF-kupa-győztes: 2001, 2007

## Magánélete
Röviddel azután, hogy Németországba, a Magdeburghoz szerződött, autóbalesetet szenvedett, aminek következtében súlyos láb- és térdsérüléseket szenvedett. Összesen hétszer műtötték az esetből kifolyólag.